# Bryan Steil
Bryan George Steil (Janesville, 3 marzo 1981) è un politico statunitense, membro della Camera dei Rappresentanti per lo stato del Wisconsin dal 2019.

## Biografia
Nato a Janesville, Steil studiò all'Università di Georgetown e si laureò in giurisprudenza all'Università del Wisconsin.
Lavorò come avvocato e consulente legale, anche nello staff del deputato Paul Ryan. Nel 2016 il governatore del Wisconsin Scott Walker lo nominò nel consiglio dell'Università del Wisconsin.
Nel 2018, quando Ryan annunciò il suo ritiro, Steil si candidò per il suo seggio alla Camera dei Rappresentanti come esponente del Partito Repubblicano e riuscì ad essere eletto deputato.